# 龍紋身的女孩 (2009年電影)
《龍紋身的女孩》（瑞典語：Män som hatar kvinnor，原意為「憎恨女人的男人」〔Men Who Hate women〕）是一部2009年瑞典、丹麥和德國合拍的犯罪驚悚片，改編自瑞典作者/記者史迪格·拉森的同名小說。這是千禧年三部曲小說系列的第一本著作，2005年在瑞典出版。本片的導演是涅爾斯·阿登·歐普勒夫，主演有麥克·恩奎斯特和歐蜜·瑞佩斯。

## 演員
- 麥克·恩奎斯特 飾 麥可·布隆維斯特
- 歐蜜·瑞佩斯 飾 莉絲·莎蘭德
- Lena Endre（英语：Lena Endre） 飾 Erika Berger
- Sven-Bertil Taube（英语：Sven-Bertil Taube） 飾 Henrik Vanger
- 彼得·哈伯（英语：Peter Haber） 飾 Martin Vanger
- Peter Andersson（英语：Peter Andersson (actor)） 飾 Nils Bjurman
- Marika Lagercrantz（英语：Marika Lagercrantz） 飾 Cecilia Vanger
- Ingvar Hirdwall（英语：Ingvar Hirdwall） 飾 Dirch Frode
- Björn Granath 飾 Gustav Morell
- Ewa Fröling（英语：Ewa Fröling） 飾 Harriet Vanger
- Michalis Koutsogiannakis 飾 Dragan Armansky
- Annika Hallin（英语：Annika Hallin） 飾 Annika Giannini
- Tomas Köhler 飾 "Plague"
- Gunnel Lindblom（英语：Gunnel Lindblom） 飾 Isabella Vanger
- Gösta Bredefeldt（英语：Gösta Bredefeldt） 飾 Harald Vanger
- Stefan Sauk（英语：Stefan Sauk） 飾 Hans-Erik Wennerström
- Jacob Ericksson（英语：Jacob Ericksson） 飾 Christer Malm
- Julia Sporre 飾 年輕的Harriet Vanger
- Tehilla Blad（英语：Tehilla Blad） 飾 年輕的莉絲·莎蘭德
- Sofia Ledarp（英语：Sofia Ledarp） 飾 Malin Eriksson
- David Dencik（英语：David Dencik） 飾 Janne Dahlman
- Reuben Sallmander（英语：Reuben Sallmander） 飾 Enrico Giannini

## 續集
- 《玩火的女孩》，2009年
- 《直搗蜂窩的女孩》，2009年

## 外部連結
- 官方网站
- 互联网电影数据库（IMDb）上《龍紋身的女孩》的资料（英文）
- 豆瓣电影上《龍紋身的女孩》的資料 （简体中文）
- Box Office Mojo上《龍紋身的女孩》的資料（英文）
- 爛番茄上《龍紋身的女孩》的資料（英文）
- Metacritic上《龍紋身的女孩》的資料（英文）